# Université de Navarre

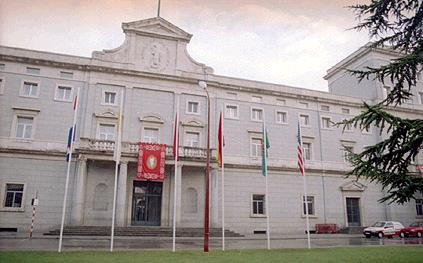
Université de Navarre à Pampelune.

L'université de Navarre (en espagnol : Universidad de Navarra) est un établissement d'enseignement supérieur fondé par saint Josemaría Escrivá de Balaguer et géré par l'Opus Dei en 1952. Le siège central de cette université se situe à Pampelune (Navarre, Espagne), mais il y a d'autres campus en Espagne (Madrid, Barcelone et Saint-Sébastien) et à l'étranger (New York).
L'on peut suivre au sein de l'université 27 titres officiels et plus de 300 programmes de Postgraduate dans 10 facultés, deux écoles supérieures, l'IESE (Instituto de estudios superiores de la empresa) et l'ISSA (Instituto Superior Secretariado i Administración ou School of Management Assistants), et autres centres et institutions. Il inclut la Clinique universitaire de Navarre qui, avec environ 1 700 professionnels qualifiés, s'occupe de plus de 100 000 patients par an. Durant l'année 2004 a été inauguré le CIMA (Centre de Investigación Médica Aplicada) dans lequel 300 chercheurs développent leurs études biomédicales.
L'université de Navarre est une des quatre universités privées en Espagne autorisée à dispenser les études officielles de médecine et de chirurgie avec l'université européenne de Madrid, l'université CEU San Pablo et l'université internationale de Catalogne.
Tout comme l'université publique de Navarre et l'université nationale d'enseignement à distance (UNED), l'Université de Navarre a son siège dans la capitale navarraise.

## Histoire
L'institution commence comme École Générale de Navarre le 17 octobre 1952 avec l'inauguration de l'École de Droit qui comptait 48 élèves et huit professeurs sous la direction de Josemaria Escrivá. San Josemaria Escrivá lui-même décrivait les idéaux qu'il voulait que soient transmis :
« Nous voulons qu'on forme ici des hommes instruits, avec un sens chrétien de la vie. Nous voulons que dans cette atmosphère, propice à une réflexion sereine, on cultive la science enracinée dans les plus solides principes et que sa lumière soit projetée par tous les chemins du savoir. »
— Josemaría Escrivá de Balaguer
Le 8 octobre 1955 naît la Faculté de philosophie et de Lettres. En 1958 l'IESE (Instituto d'Estudios Superiores de l'Empresa) a été fondé à Barcelone comme école de postgraduate en direction d'entreprises de l'Université de Navarre. En 1960 le Saint-Siège établit comme université l'École générale de Navarre, et Josemaria Escrivá est nommé comme Grand Chancelier. Durant l'année 1961 la première phase de la clinique universitaire est annexée à l'université de Navarre.
Durant l'année 1964 l'IESE lance son programme master. Le 1er novembre 1969 l'Institut de théologie se transforme en Faculté de Théologie et le 8 novembre 1971 l'Institut de Périodique se transforme en Faculté de Sciences de l'information.
Durant l'année 1976 on inaugure le bâtiment des Humanités qui sera le siège des Facultés de Théologie et de Droit canonique. En 1982 naît à Saint-Sébastien le Centre d'études et d'investigations techniques de Guipuscoa (CEIT). Pendant l'année 1986 est créé l'Institut scientifique et technologique, l'Institut entreprise et humanisme et le Centre de technologie informatique.
Depuis la consolidation du statut d'université en 1960, l'université de Navarre a commencé à créer des facultés, écoles, instituts et autres centres académiques toujours présents aujourd'hui. Durant l'année 2002, l'université de Navarre a effectué une série d'événements pour fêter le 50e anniversaire de la fondation de l'université.
Durant 2004 on a inauguré le Centre de recherches médicales appliquées (CIMA).
Elle a subi un attentat de l'organisation terroriste ETA, le jeudi 30 octobre 2008, qui a blessé 17 personnes. D'après le ministre de l'Intérieur espagnol Alfredo Perez Rubalcaba une « tragédie énorme » aurait pu se produire,.
« La Universidad de Navarra aspira a que en todas sus actividades esté presente la conciencia de que el trabajo es testimonio de la primacía del hombre sobre las realidades materiales, medio de desarrollo de la propia personalidad, vínculo de unión entre los seres humanos y un modo fundamental de contribución al progreso de la humanidad. »
— Josemaría Escrivá de Balaguer

## Campus
La plupart des centres, y compris la clinique universitaire de Navarre, se trouvent à Pampelune, mais les sièges de l'IESE Business School sont à Barcelone, Madrid et New York, et à Saint-Sébastien se trouve le Campus technologique de l'université de Navarre (TECNUN).
Il est projeté la construction d'un musée d'art contemporain, la Cátedra Félix Huarte de Estética y Arte Contemporáneo, pour loger la collection dont on a récemment fait don à l'université par la Pamplonaise María Josefa Huarte Beaumont (es), l'architecte chargé du projet est Rafael Moneo. La collection, considérée comme une des plus grandes d'art contemporain d'Espagne, inclut des œuvres Pablo Picasso et Wassily Kandinsky.

## Classements remarquables
- The Economist Intelligence Unit (EIU) dans son classement de programmes de MBA 2005/2006 publiée dans la revue The Economist, IESE Business School que l'université de Navarre avait le meilleur programme MBA du monde.
- Le The périodique Times, dans son 2006 Times Higher Education Supplement a considéré à l'université de Navarre comme la meilleure université privée de l'Espagne.
- El Mundo dans son classement annuel des meilleures universités d'Espagne a considéré l'université de Navarre comme la meilleure université privée d'Espagne dans les éditions 2002/2003, 2003/2004, 2004/2005, 2005/2006, 2006/2007 et 2007/2008.
- Le Wall Street Journal dans l'édition 2006 de sa classification annuelle d'écoles d'affaires du monde considère l'IESE Business School comme la 15ª meilleure école d'affaires du monde.
- El Mundo dans son classement 250 Master édition 2006/2007 considère l'Université de Navarre comme chef en Master en Droit Entreprise, Master en Art Liberal et de Master en Recherche, Développement et Innovation de Médicaments.
- El Mundo considère dans sa célèbre classification d'universités, que l'université de Navarre est la meilleure université d'Espagne dans la carrière de Journalisme[11].

## Étudiants remarquables
- Exc. et Revmo. Monseigneur Antonio Arregui Yarza : docteur en droit civil - Archevêque de Guayaquil, Équateur.
- Lydia Balenciaga : licenciée en journalisme, présentatrice sur Antena 3 Television).
- Yolanda Barcina Angulo: Licenciée en Pharmacie - Professeur de pharmacie et femme  maire de Pampelune.
- Juan Antonio Samaranch, président du Comité international olympique.
- Exc. et Revmo. Monseigneur Juan Luis Cardenal Cipriani Thorne : docteur en théologie - Archevêque de Lima et Primat du Pérou.
- Pedro Miguel Etxenike : docteur en physique, professeur d'université en physique de Matière Condensée et de Philologie basque à l'université du Pays Basque UPV/EHU et recteur de cette université entre 1996 et 2000, actuel directeur du Donostia International Physics Center, professeur d'université en physique de Matière Condensée à l'université de Cambridge.
- Iñaki Gabilondo : licencié en Journalisme, locuteur de radio et présentateur de nouvelles (présente actuellement Noticias quatre-2).
- Silvia Intxaurrondo : licenciée en journalisme, présentatrice des infos (présente actuellement Noticias quatre-2).
- Lourdes Maldonado : licenciée en journalisme, présentatrice des infos (présente Antena 3 Noticias Fin de Semana).
- Maria Martinez : licenciée en journalisme, présentatrice de la Sexta.
- Joaquin Navarro-Valls : licencié en journalisme, a été porte-parole du Saint-Siège.
- Pedro J. Ramirez : licencié en journalisme, directeur d’El Mundo, quotidien.
- Helena Resano : licenciée en Journalisme, présentatrice des infos (elle présente actuellement Noticias sur la sixième chaîne).
- Luis Piedrahita : licencié en communication audiovisuelle, acteur, humoriste et magicien a gagné deux prix de magie et le Certamen du Club de la Comedia.
- Santiago Francia Lorenzo : doyen et archiviste majeur de la cathédrale de Palencia. Académicien de l'Institution Tello Téllez de Meneses depuis le 26 mai 1988.
- Pedro Antonio Urbina : licencié en philosophie. Auteur et critique cinématographique.
- Uxue Barkos : licenciée en journalisme. Député dans le Congrès des Députés.
- Ana María Alvarado Larios : docteur en droit, professeur du Tec de Monterrey Campus Monterrey.
- Blanca Castilla de Cortázar Larrea : docteure en théologie et en philosophie, également anthropologue.
- Adela Úcar : présentatrice de télévision, licenciée en communication audiovisuelle.
- Dominique Le Tourneau, commandeur de l'Ordre du Saint-Sépulcre de Jérusalem.
- Ramón Campos, cinéaste.

## Docteurshonoris causa
- Juan Cabrera y Felipe, université de Saragosse, 1964
- Miguel Sancho Izquierdo, université de Saragosse, 1964
- Guilher Braga Da Cruz, université de Coimbra, 1967
- Ralph M. Hower, université Harvard, 1967
- Carlos Jiménez Díaz, université complutense de Madrid, 1967
- Willy Onclin, université de Louvain, 1967
- Jean Roche, université de Paris, 1967
- Otto B. Roegele, université de Munich, 1972
- Juan Contreras et de López d'Ayala, université complutense de Madrid, 1974
- Erich Letterer, université de Tubinga, 1972
- Paul Ourliac, université de Toulouse, 1972
- Franz Hengsbach, 1974
- Jérôme Lejeune, université de Paris, 1974
- Elizabeth Anscombe, université de Cambridge, 1989
- Roger Etchegaray, 1989
- José Mª Lacarra et de Miguel, université de Saragosse, 1989
- John H. McArthur, université Harvard, 1989
- Angel Santos Ruiz, université complutense de Madrid, 1989
- Christopher M. Sellars, université de Sheffield, 1989
- Jorge Carreras Llansana, université de Barcelone, 1994
- Francesco Cossiga, 1994
- Rafaël Frühbeck de Burgos, 1994
- Robert Spaemann, université de Munich, 1994
- Manuel Elices, université polytechnique de Madrid, 1994
- Leo Scheffczyk, université de Munich, 1994
- Tadeusz Styczen, Université de Lublin, 1994
- Douwe D. Breimer, université de Leyde, 1998
- Joseph Ratzinger, 1998
- Julian L. Simon, université du Maryland, 1998
- Mary Ann Glendon, université Harvard, 2003
- Anthony Kelly, université de Cambridge, 2003
- Antonio María Rouco Varela, archevêque de Madrid, 2003